# 백지현
백지현(1993년 3월 27일 ~ )은 대한민국의 2014년 미스코리아 미(美)이다. 2018 미스 유니버스 코리아 우승자로, 2018 미스 유니버스에 대한민국 대표로 참가했다.

## 프로필
- 출생: 1993년 3월 27일
- 신체: 174.8cm, 49.1kg, 33-24-36
- 학력: 계명대학교 성악과
- 수상: 2018년 미스 유니버스 코리아, 2014년 미스코리아 미(美), 2014년 미스코리아 대구 미(美)
- 취미: 오페라감상, 피겨스케이팅 감상
- 특기: 성악, 수영